# Congosorex
Congosorex — род землероек, обитающий в Центральной и Восточной Африке.
Эти землеройки по строению очень похожи на близкородственных им Африканских мышевидных белозубок. Ранее Congosorex рассматривали как подрод рода Myosorex. Шерстный покров у них коричневатого цвета. Об образе жизни этих животных известно немного; их среда обитания — тропические леса.

## Состав рода
Известны три вида:
- Congosorex verheyeni была впервые научно описана в 2002 году и известна по одиннадцати экземплярам, найденным в Республике Конго и Центральноафриканской Республике. Длина тела этого вида составляет около 60 миллиметров, длина хвоста — около 20 миллиметров, а вес — около 7 граммов.
- Заирская мышевидная белозубка[a] (Congosorex polli) известна только по одному экземпляру, найденному в Демократической Республике Конго в 1950-х годах. Он немного больше, чем Congosorex verheyeni и имеет более длинный хвост. Уровень угрозы исчезновения этого вида неизвестен; МСОП относит его к категории «недостаточно данных».
- Congosorex phillipsorum была описана как новый вид только в 2005 году. Он является эндемиком леса Ндулулу в горах Удзунгва в Танзании и считается «находящимся под угрозой исчезновения» по версии МСОП.

## Комментарии
1. ↑  Русское название предложено для этого вида, когда он рассматривался в составе рода Myosorex[1].